# إنريكو باولي
إنريكو باولي (13 يناير 1908 - 15 ديسمبر 2005) هو لاعب شطرنج إيطالي وكان أستاذًا دوليًا في الشطرنج.

## مسيرته في الشطرنج
تعلم الشطرنج عندما كان في التاسعة من عمره. كان أحد أبرز لاعبي الشطرنج الإيطاليين، وقد فاز بالبطولات الدولية في فيينا (1951) وإمبيريا (1959). فاز باولي بآخر بطولة إيطالية له في سن الستين، ونظم بطولة ريدجو إميليا الشهيرة للشطرنج. قد فاز على الأستاذ الكبير السوفيتي ألكسندر كوتوف بالقطع السوداء في البندقية عام 1950، لكنه فشل في الحصول على لقب الأستاذ الكبير بنصف نقطة فقط في بطولة عام 1969، وقد مُنح لقب الأستاذ الكبير الفخري عام 1996 من قبل الاتحاد الدولي للشطرنج.

## روابط خارجية
- Enrico Paoli على موقع مباريات الشطرنج (الإنجليزية)
- Enrico Paoli على موقع 365Chess.com (الإنجليزية)
- Enrico Paoli على موقع Chesstempo.com (الإنجليزية)
- Enrico Paoli سجل أولمبياد الشطرنج على موقع OlimpBase.org (الإنجليزية)